# 31 Euphrosyne
31 Euphrosyne eller A907 GP är en asteroid upptäckt 1 september 1854 av den amerikanske astronomen James Ferguson i Washington. Detta är därför den första asteroiden upptäckt i Nordamerika. Namnet kommer från Eufrosyne, en av gracerna inom grekisk mytologi.
Den tillhör och har givit namn åt asteroidgruppen Euphrosyne.

## Naturlig satellit
15 mars 2019 upptäckte P. Vernazza, B. Carry, F. Vachier, J. Hanus, J. Berthier, B. Yang, F. Marchis en naturlig satellit i en omloppsbana runt Euphrosyne. Månen är runt 6,7 kilometer i diameter och omloppsbanan radie är omkring 677 kilometer.